# Gamvik (Gamvik)
Gamvik is een plaats in de Noorse gemeente Gamvik. Gamvik telt ongeveer 200 inwoners en ligt in het subarctische gebied en heeft dus geen zomerseizoen in meteorologische termen. Het heeft een toendra-landschap. In het centrum van de stad zijn archeologische vondsten uit het stenen tijdperk (5000-8000 voor Christus) ontdekt.
Vanaf de 18e eeuw tot de Eerste Wereldoorlog was de handel met de Pomoren van groot belang. Visserij en landbouw zijn altijd de hoeksteen van de industrie gebleven en in 1912 waren er maar liefst 12 visverwerkende fabrieken in Gamvik.
De overblijfselen van een Duits kustfort uit de Tweede Wereldoorlog liggen ten noorden van het dorp. Toen de Duitsers het gebied ontruimden, werd Gamvik onderworpen aan de tactiek van de verschroeide aarde en driemaal verbrand in de herfst van 1944.

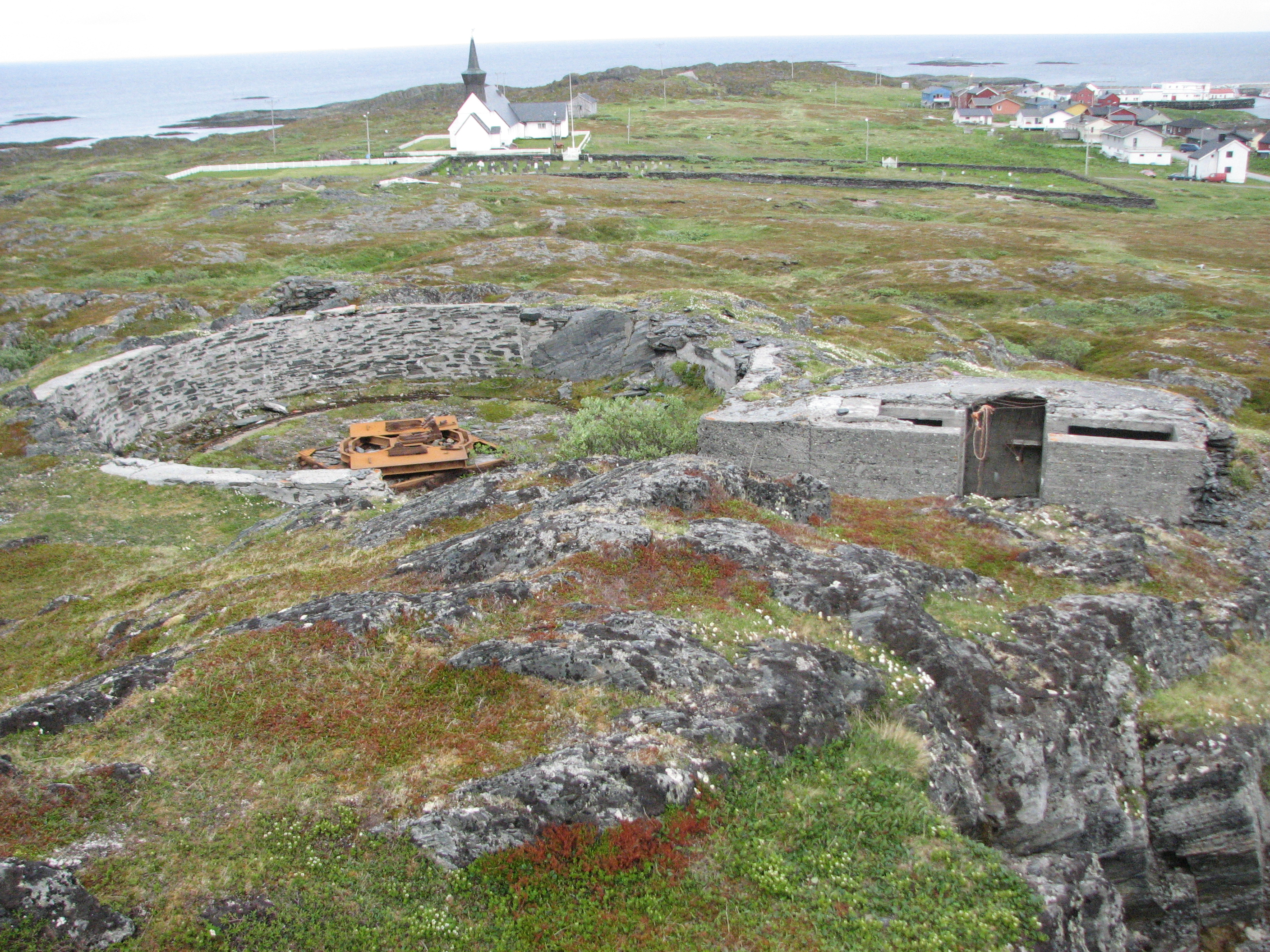
Kerk en restanten van de fortificaties